# Baldassare Galuppi
Baldassare Galuppi, italijanski skladatelj in dirigent, * 18. oktober 1706, Burano pri Benatkah, Italija, † 3. januar 1785, Benetke.

## Življenje
Glasbo je študiral pri Antoniu Lottiju. Postal je glasbeni ravnatelj cerkve Sv. Marka in direktor na glasbenem konsevatoriju v Benetkah. Ruska carica Katarina II. ga je povabila v Sankt Peterburg, kjer je deloval kot dvorni skladatelj, dirigent in glasbeni pedagog (njegov najpomembnejši učenec je Bortnjanski).

## Delo
Ustvaril je okoli 100 oper, 27 oratorijev, klavirske sonate, koncerte, pisal je cerkveno glasbo, ... Kot operni skladatelj velja za pomembnega ustvarjalca beneške komične opere. Najpomembnejše opere je zložil na libreta Carla Goldonija.

### Opere (izbor)
- Gustav I., švedski kralj (1740)
- Il mondo della luna (1750)
- Il filosofo di campagna (1754)
- La diavolessa (1755)